# Hokej na travi na OI 1980.
Olimpijske igre 1980. su se održale u SSSR-u, u Rusiji, u Moskvi.
Na ovim OI su se prvi put sudjelovale u ovom športu i borile se za odličja i hokejašice. Turniri su bili okrnjeni nesudjelovanjem dijela zemalja zapadnog bloka.
Zanimljivost je da su brojne zapadne zemlje koje su sudjelovale na ovim OI sudjelovale pod olimpijskom zastavom.

## Mjesta i vrijeme odigravanja susreta
Susreti su se igrali od 20. do 31. srpnja na dvama stadionima smještenima u sjeverozapadnom dijelu Moskve:
- maloj areni središnjeg Dinamovog stadiona
- stadionu Mladih pionira

## Natjecateljski sustav
Igralo se u dva dijela. Prvi dio natjecanja se igrao po jednostrukom ligaškom sustavu, pri čemu se za pobjedu dobivalo 2 boda, za neriješeno bod, a za poraz ništa.
U drugom dijelu se doigravalo za poredak u jednoj utakmici. 5. i 6. u skupini su igrali za 5. mjesto, 3. i 4. u skupini su doigravali za brončano odličje, a 1. i 2. u skupini su igrali za zlatno odličje i naslov olimpijskog prvaka.

## Momčadi sudionice
Sudjelovalo je šest momčadiju: Indija, Tanzanija, Kuba, Poljska, Španjolska i domaćin SSSR.
12 momčadi je trebalo sudjelovati, no zbog bojkota zapadnih zemalja je sudjelovalo samo 6 država.

### Indija
Allan Schofield, Bir Bhadur Chettri, Sylvanus Dung Dung, Rajinder Singh, Davinder Singh, Gurmail Singh, Ravinder Pal Singh, Vasudevan Baskaran, Sommayya Maneypande, Maharaj Krishan Kaushik, Charanjit Kumar, Merwyn Fernandes, Amarjit Singh Rana, Mohamed Shahid, Zafar Iqbal, Surinder Singh Sodhi

### Kuba
Angel Mora, Severo Frometa, Bernabe Izquierdo, Edgardo Vázquez, Hector Pedroso, Tomas Varela, Raúl García, Jorge Mico, Rodolfo Delgado, Lazaro Hernandez, Juan Blanco, Juan Caballero, Roberto Ramírez, Angel Fontane, Ricardo Campos, Juan Rios

### Poljska
Zygfryd Józefiak, Krzysztof Głodowski, Andrzej Mikina, Krystian Bąk, Włodzimierz Stanisławski, Leszek Hensler, Jan Sitek, Jerzy Wybieralski, Leszek Tórz, Zbigniew Rachwalski, Henryk Horwat, Leszek Andrzejczak, Andrzej Myśliwiec, Adam Dolatowski, Jan Mileniczak, Mariusz Kubiak

### SSSR
Vladimir Plešakov, Vjačeslav Lampejev, Leonid Pavlovski, Sos Airapetjan, Farit Zigangirov, Valerij Beljakov, Sergej Klevcov, Oleg Zagorodnev, Aleksandr Goessev, Sergej Plešakov, Mihail Ničepurenko, Minneula Azizov, Aleksandr Sičev, Aleksandr Mjasnikov, Viktor Deputatov, Aleksandr Gončarov

### Španjolska
Juan Amat, Juan Arbós, Jaime Arbós, Javier Cabot, Ricardo Cabot, Miguel Chaves, Juan Coghen, Miguel de Paz, Francisco Fábregas, José Garcia, Rafael Garralda, Santiago Malgosa, Paulino Monsalve, Juan Pellón, Carlos Roca, Jaime Zumalacárregui

### Tanzanija
Leopold Gracias, Benedict Mendes, Soter da Silva, Abraham Sykes, Yusuf Manwar, Jaypal Singh, Mohamed Manji, Rajabu Rajab, Jasbir Virdee, Islam Islam, Stephen d'Silva, Frederick Furtado, Taherali Hassanali, Anoop Mukundan, Patrick Toto, Julias Peter

## Rezultati

### Prvi krug - u skupini
| Nadnevak   | Vrijeme | Momčad     |        | Momčad     |
| ---------- | ------- | ---------- | ------ | ---------- |
| 20. srpnja | 11:00   | Poljska    | 7 : 1  | Kuba       |
| 20. srpnja | 12:45   | Indija     | 18 : 0 | Tanzanija  |
| 20. srpnja | 17:00   | Španjolska | 2 : 1  | SSSR       |
| 21. srpnja | 11:00   | SSSR       | 11 : 2 | Kuba       |
| 21. srpnja | 12:45   | Španjolska | 12 : 0 | Tanzanija  |
| 21. srpnja | 17:00   | Indija     | 2 : 2  | Poljska    |
| 23. srpnja | 11:00   | Kuba       | 4 : 0  | Tanzanija  |
| 23. srpnja | 12:45   | Indija     | 2 : 2  | Španjolska |
| 23. srpnja | 17:00   | SSSR       | 5 : 1  | Poljska    |
| 24. srpnja | 11:00   | Indija     | 13 : 0 | Kuba       |
| 24. srpnja | 12:45   | Španjolska | 6 : 0  | Poljska    |
| 24. srpnja | 17:00   | SSSR       | 11 : 2 | Tanzanija  |
| 26. srpnja | 11:00   | Poljska    | 9 : 1  | Tanzanija  |
| 26. srpnja | 12:45   | Indija     | 4 : 2  | SSSR       |
| 26. srpnja | 17:00   | Španjolska | 11 : 0 | Kuba       |

| Mj. | Država     | Ut | Pb | N | Pz | Pos | Pri | RP  | Bod |
| --- | ---------- | -- | -- | - | -- | --- | --- | --- | --- |
| 1.  | Španjolska | 5  | 4  | 1 | 0  | 33  | 3   | 30  | 9   |
| 2.  | Indija     | 5  | 3  | 2 | 0  | 39  | 6   | 33  | 8   |
| 3.  | SSSR       | 5  | 3  | 0 | 2  | 30  | 11  | 19  | 6   |
| 4.  | Poljska    | 5  | 2  | 1 | 2  | 19  | 15  | 4   | 5   |
| 5.  | Kuba       | 5  | 1  | 0 | 4  | 7   | 42  | -35 | 2   |
| 6.  | Tanzanija  | 5  | 0  | 0 | 5  | 3   | 54  | -51 | 0   |

### Drugi krug - doigravanje za poredak

#### Za 5. mjesto
| Nadnevak   | Vrijeme | Momčad    |       | Momčad |
| ---------- | ------- | --------- | ----- | ------ |
| 29. srpnja | 11:00   | Tanzanija | 1 : 4 | Kuba   |

#### Za brončano odličje
| Nadnevak   | Vrijeme | Momčad |       | Momčad  |
| ---------- | ------- | ------ | ----- | ------- |
| 29. srpnja | 15:00   | SSSR   | 2 : 1 | Poljska |

#### Završnica
| Nadnevak   | Vrijeme | Momčad |       | Momčad     |
| ---------- | ------- | ------ | ----- | ---------- |
| 29. srpnja | 17:00   | Indija | 4 : 3 | Španjolska |

Pobijedila je momčad Indije.

## Završni poredak
| Momčadi |            |
| Zlato   | Indija     |
| Srebro  | Španjolska |
| Bronca  | SSSR       |
| 4.      | Poljska    |
| 5.      | Kuba       |
| 6.      | Tanzanija  |

| Olimpijski prvaci 1980. |
| ----------------------- |
| Indija Osmi naslov      |

## Djevojčadi sudionice
Sudjelovalo je šest djevojčadi: Indija, Zimbabve, ČSSR, Austrija, Poljska i domaćin SSSR.

### Austrija
Patricia Lorenz, Sabine Blumenschütz, Elisabeth Pistauer, Andrea Kozma, Brigitta Pecanka, Brigitte Kindler, Friederike Stern, Regina Lorenz, Eleonore Pecanka, Ilse Stipanovsky, Andrea Porsch, Erika Csar, Dorit Ganster, Eva Cambal, Ulrike Kleinhansl, Jana Cejpek

### ČSSR
Milada Blazková, Jirina Cermáková, Jirina Hájková, Berta Hrubá, Ida Hubácková, Jirina Kadlecová, Jarmila Králícková, Jirina Krízová, Alena Kyselicová, Jana Lahodová, Kvetoslava Petrícková, Viera Podhányiová, Iveta Srámková, Marie Sykorová, Marta Urbanová, Lenka Vymazalová

### Indija
Margaret Toscano, Sudha Chaudhry, Gangotri Bhandari, Rekha Mundphan, Rup Kumari Saini, Varsha Soni, Eliza Nelson, Prem Maya Sonir, Nazleen Madraswalla, Selma d'Silva, Lorraine Fernandes, Harpreet Gill, Balwinder Kaur Bhatia, Nisha Sharma, Geeta Sareen, Hutoxi Bagli

### Poljska
Małgorzata Gajewska, Bogumiła Pajor, Jolanta Sekulak, Jolanta Błędowska, Lucyna Matuszna, Danuta Stanisławska, Wiesława Ryłko, Maria Kornek, Lidia Zgajewska, Małgorzata Lipska, Jadwiga Kołdras, Dorota Bielska, Halina Kołdras, Michalina Plekaniec, Lucyna Siejka, Dorota Załęczna

### SSSR
Valentina Zazdravnyh, Tatjana Švyganova, Galina Vjužanina, Tatjana Jembahtova, Alina Ham, Natella Krasnjikova, Nadježda Ovečkina, Nelli Gorbjatkova, Jelena Gurjeva, Galina Inžuvatova, Nadježda Filipova, Ljudmila Frolova, Lidija Glubokova, Lejla Ahmerova, Natalija Buzunova, Natalija Bykova

### Zimbabve
Sarah English, Maureen George, Ann Grant, Susan Huggett, Patricia McKillop, Brenda Phillips, Christine Prinsloo, Sonia Robertson, Anthea Stewart, Helen Volk, Linda Watson, Elizabeth Chase, Sandra Chick, Gillian Cowley, Patricia Davies, Arlene Boxhall

## Natjecateljski sustav
Igralo se po jednostrukom ligaškom sustavu. Za pobjedu se dobivalo 2 boda, za neriješeno bod, a za poraz ništa.

## Rezultati
| Nadnevak   | Vrijeme | Djevojčad |       | Djevojčad |
| ---------- | ------- | --------- | ----- | --------- |
| 25. srpnja | 11:00   | Poljska   | 0 : 4 | Zimbabve  |
| 25. srpnja | 12:45   | Austrija  | 0 : 2 | Indija    |
| 25. srpnja | 17:00   | SSSR      | 2 : 0 | ČSSR      |
| 27. srpnja | 13:00   | Indija    | 4 : 0 | Poljska   |
| 27. srpnja | 14:45   | Zimbabve  | 2 : 2 | ČSSR      |
| 27. srpnja | 17:00   | SSSR      | 0 : 2 | Austrija  |
| 28. srpnja | 13:00   | Indija    | 1 : 2 | ČSSR      |
| 28. srpnja | 14:45   | Austrija  | 3 : 0 | Poljska   |
| 28. srpnja | 17:00   | SSSR      | 0 : 2 | Zimbabve  |
| 30. srpnja | 15:30   | SSSR      | 6 : 0 | Poljska   |
| 30. srpnja | 15:30   | Austrija  | 0 : 5 | ČSSR      |
| 30. srpnja | 17:15   | Indija    | 1 : 1 | Zimbabve  |
| 31. srpnja | 10:00   | Poljska   | 0 : 1 | ČSSR      |
| 31. srpnja | 11:45   | Austrija  | 1 : 4 | Zimbabve  |
| 31. srpnja | 15:30   | SSSR      | 3 : 1 | Indija    |

| Mj.    | Država   | Ut | Pb | N | Pz | Pos | Pri | RP  | Bod |
| ------ | -------- | -- | -- | - | -- | --- | --- | --- | --- |
| zlato  | Zimbabve | 5  | 3  | 2 | 0  | 13  | 4   | 9   | 8   |
| srebro | ČSSR     | 5  | 3  | 1 | 1  | 10  | 5   | 5   | 7   |
| bronca | SSSR     | 5  | 3  | 0 | 2  | 11  | 5   | 6   | 6   |
| 4.     | Indija   | 5  | 2  | 1 | 2  | 9   | 6   | 3   | 5   |
| 5.     | Austrija | 5  | 2  | 0 | 3  | 6   | 11  | -5  | 4   |
| 6.     | Poljska  | 5  | 0  | 0 | 5  | 0   | 18  | -18 | 0   |

Pobijedila je djevojčad Zimbabvea.
| Momčadi |              |
| Zlato   | Zimbabve     |
| Srebro  | Čehoslovačka |
| Bronca  | SSSR         |
| 4.      | Indija       |
| 5.      | Austrija     |
| 6.      | Poljska      |

| Olimpijske prvakinje 1980. |
| -------------------------- |
| Zimbabve Prvi naslov       |